# Aglaophenia kirchenpaueri
Aglaophenia kirchenpaueri is een hydroïdpoliep uit de familie Aglaopheniidae. De poliep komt uit het geslacht Aglaophenia. Aglaophenia kirchenpaueri werd in 1868 voor het eerst wetenschappelijk beschreven door Heller.

## Beschrijving
De hoofdstelen van deze soort dragen zijtakken in afwisselende reeksen aan weerszijden, waardoor een veerachtige kolonie ontstaat. De kleur van levende exemplaren is bruin met een groene tint door zoöxanthellen. De voedende poliepen worden gedragen in een enkele reeks langs de zijtakken, elk omgeven door drie defensieve poliepen. Een specifiek kenmerk is het basale blad van de corbula dat bij deze soort naar beneden uitsteekt, in plaats van rondgekruld te zijn zoals de rest. Typisch 5 cm hoog en ongeveer 1 cm over de kolonie.

## Verspreiding
Op de Britse Eilanden lijkt deze soort beperkt te zijn tot het zuiden en westen, met gegevens uit Skomer, Lundy, de Blasket-eilanden en Galway Bay. Dit is een zeldzame Aglaofenia-soort die wordt aangetroffen in helder water dieper dan 10 meter, waar hij losse klonten vormt op horizontale rotsoppervlakken in gematigde getijdenstromen en matige tot hoge niveaus van blootstelling aan golven.